# Prinsuéjols
Prinsuéjols ist eine französische Ortschaft im Département Lozère in der Region Okzitanien (vor 2016 Languedoc-Roussillon). Sie gehörte zum Arrondissement Mende und zum Kanton Aumont-Aubrac und wurde mit Wirkung vom 1. Januar 2017 mit Malbouzon zur Commune nouvelle Prinsuéjols-Malbouzon zusammengelegt.

## Geographie
Prinsuéjols liegt im Zentralmassiv auf eine Höhe von mehr als 1000 Metern über dem Meeresspiegel.
Nachbarorte sind Malbouzon im Nordwesten, Fau-de-Peyre im Norden, La Chaze-de-Peyre im Nordosten, Sainte-Colombe-de-Peyre im Osten, Le Buisson im Südosten, Saint-Laurent-de-Muret im Süden und Marchastel im Westen.
```
Bevölkerungsentwicklung
```

| Jahr                       | 1962 | 1968 | 1975 | 1982 | 1990 | 1999 | 2008 | 2013 |
| -------------------------- | ---- | ---- | ---- | ---- | ---- | ---- | ---- | ---- |
| Einwohner                  | 313  | 294  | 252  | 211  | 163  | 163  | 158  | 153  |
| Quellen: Cassini und INSEE |      |      |      |      |      |      |      |      |

## Sehenswürdigkeiten
- Château de la Baume, erbaut zwischen 1630 und 1708; Monument historique[1]
- Kirche Saint-Pierre-et-Saint-Paul

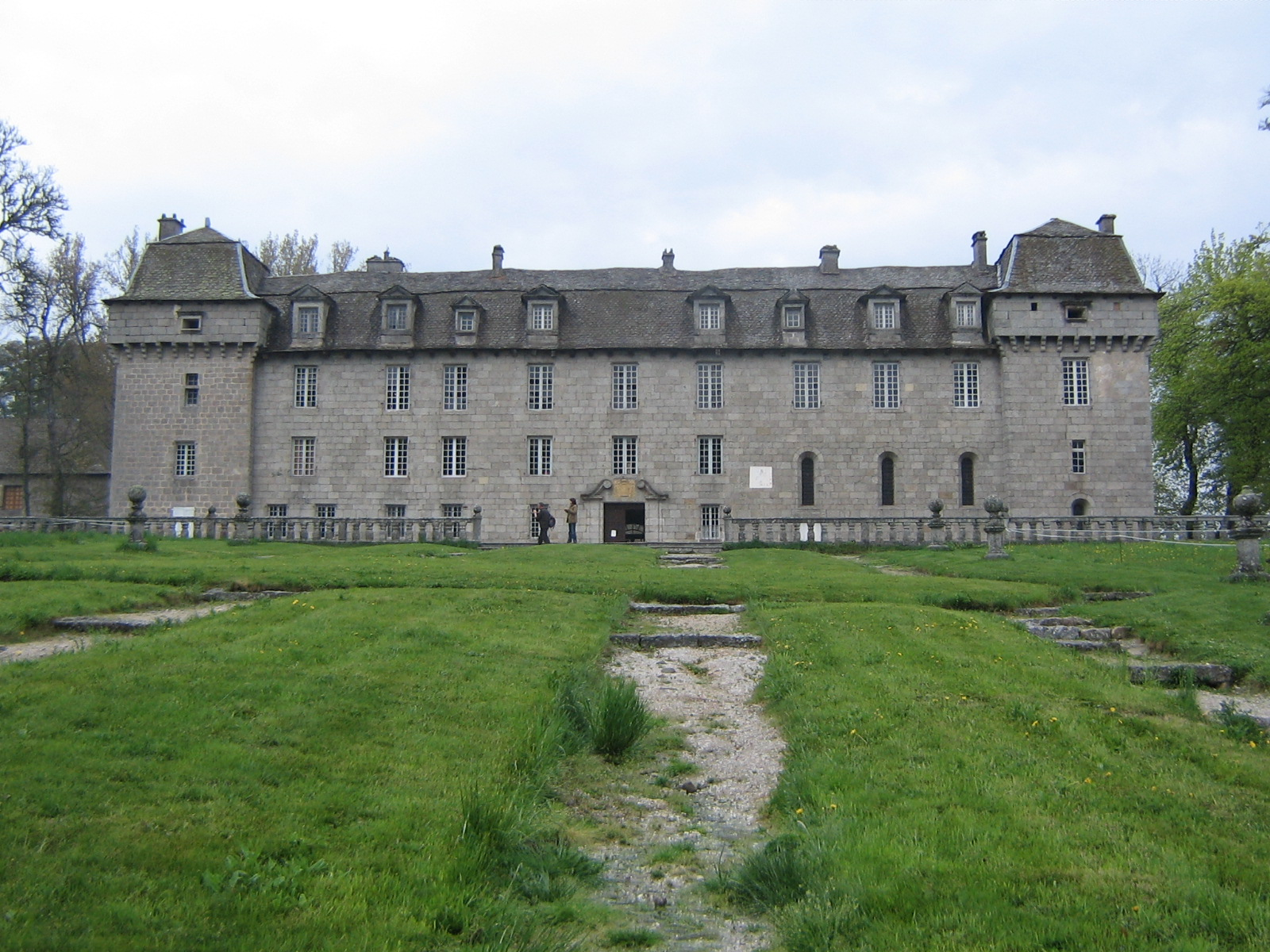
Château de la Baume
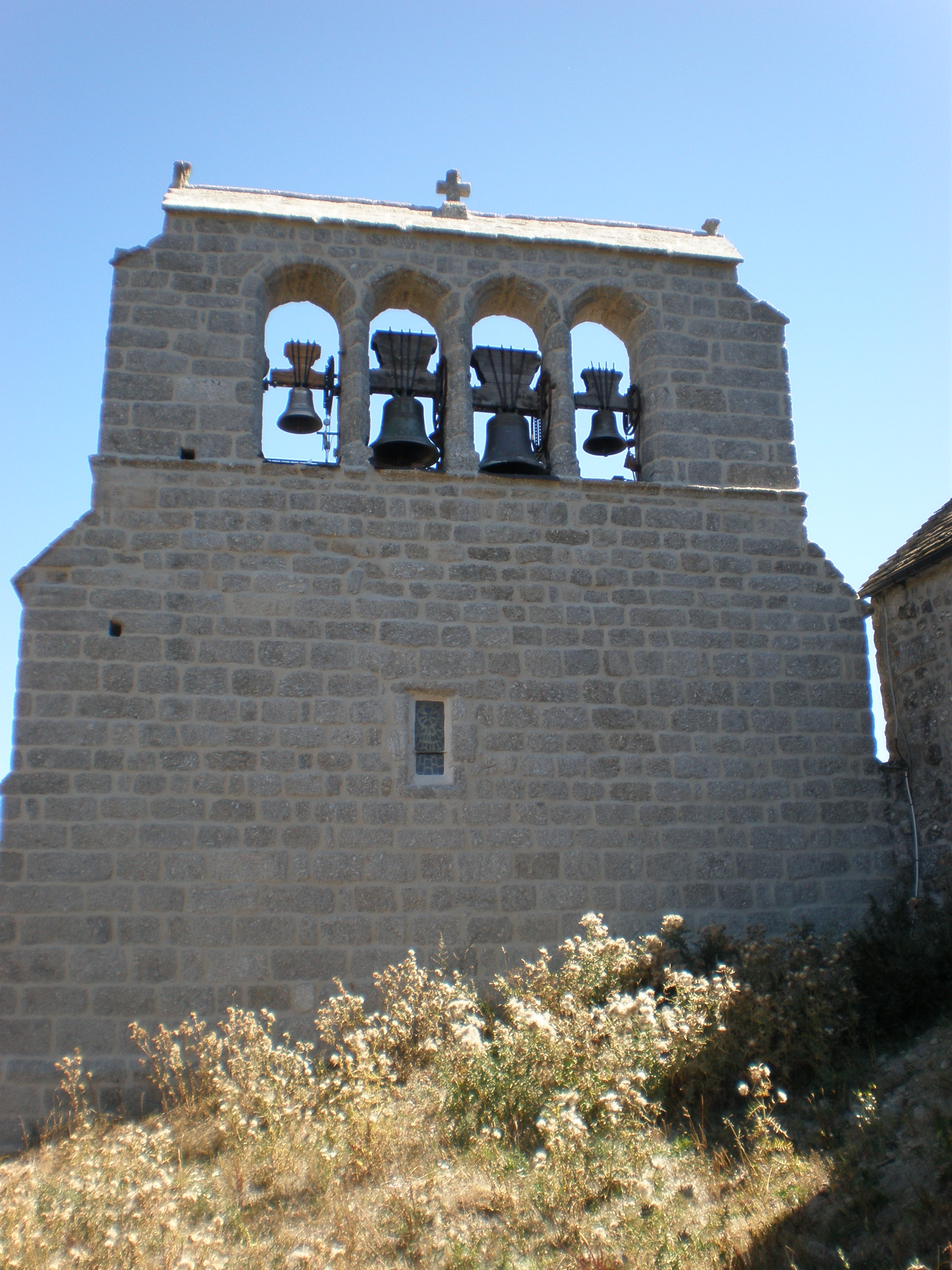
Kirche Saint-Pierre-et-Saint-Paul

## Belege
1. ↑  Château de la Baume, abgerufen am 20. Oktober 2022. (französisch)